# دجی اوشیلاجا
دجی اوشیلاجا (انگلیسی: Deji Oshilaja؛ زادهٔ ۲ مارس ۱۹۹۳) بازیکن فوتبال اهل بریتانیا است.
از باشگاه‌هایی که در آن بازی کرده است می‌توان به باشگاه فوتبال شفیلد ونزدی، باشگاه فوتبال کاردیف سیتی، باشگاه فوتبال نیوپورت کانتی، باشگاه فوتبال ای‌اف‌سی ویمبلدون، و باشگاه فوتبال گیلینگام اشاره کرد.